# Dídim d'Alexandria el Jove
Dídim d'Alexandria el Jove (grec antic: Δίδυμος ὁ νέος, llatí: Didymus) fou un gramàtic grec nascut a Alexandria al segle i, i que va ensenyar a Roma en temps de Neró.
Va escriure, segons la Suïda, una obra titulada Πιθανά (Persuasions), i també περὶ ὀρθογραφίας (Sobre l'ortografia), i altres bons llibres. La Suïda també atribueix el llibre πιθανά (πιθανῶν καὶ σοφισμάτων λύσεις) a Dídim Arios, filòsof pitagòric de la mateixa època, o Dídim Ateu, filòsof acadèmic (Didymus Ateius o Areius).